# Bactrocera resima
Bactrocera resima är en tvåvingeart som först beskrevs av Drew 1971.  Bactrocera resima ingår i släktet Bactrocera och familjen borrflugor. Inga underarter finns listade.